# Paul Melchers
Pour les articles homonymes, voir Melchers.
 Paul Melchers, né le 6 janvier 1813 à Münster (département de la Lippe) et mort le 14 décembre 1895 à Rome, est un prêtre allemand, évêque d'Osnabrück en 1857, puis archevêque de Cologne. Longtemps en exil, il est fait cardinal en 1885, et entre dans la Compagnie de Jésus en 1892.

## Biographie
Né à Münster (département de la Lippe) Paul Melchers y reçoit sa première éducation. Après avoir fait des études de droit il travaille quelque temps comme avocat. Il étudie ensuite la théologie sous Ignaz von Döllinger et est ordonné prêtre, à 28 ans en 1841. Comme jeune prêtre il songe plusieurs fois à entrer dans la vie religieuse.
Encore jeune (en 1851) il est nommé recteur du séminaire diocésain de Münster, et bientôt chanoine de la cathédrale et vicaire général. En 1848 il est membre du parlement de Francfort.

### Évêque d'Osnabrück
En 1857 Melchers est nommé évêque d'Osnabrück, en Basse-Saxe. Il est également pro-vicaire apostolique pour le Danemark ; en 1859, il rend visite à la minuscule communauté de catholiques danois (900 fidèles).

### Archevêque de Cologne
En 1866 Melchers est élevé au siège métropolitain de Cologne, où il fait preuve d'un grand dynamisme. Il lance, entre autres, les réunions annuelles de la hiérarchie allemande à l'abbaye de Fulda : une grande nouveauté dans la vie de l'Église.

### Au concile Vatican I
Comme archevêque de Cologne il est appelé à participer au concile Vatican I (1869-1870). Sans être formellement opposé à l'infaillibilité pontificale il appartenait au groupe qui estimait "inopportun" de la définir en un concile universel. Il ne signe pas la lettre adressée au pape Pie IX par 55 évêques qui quittent Rome pour éviter de devoir voter sur la définition finale. Cependant il ne participe pas au vote du 18 juillet 1870, ayant dû rentrer précipitamment à Cologne lorsqu'éclate la guerre entre la France et l'Allemagne.

### Infaillibilité pontificale
Au contraire de son maître en théologie, Ignaz von Döllinger, il accepte la décision du concile et proclame à Cologne, le 24 juillet, le dogme de l'infaillibilité pontificale.
Pour encourager l'obéissance au concile il obtient des évêques rassemblés à Fulda (septembre 1870) qu'ils écrivent une lettre pastorale dans ce sens. Pie IX lui exprime sa gratitude. Allant plus loin il demande à plusieurs professeurs de théologie de signer une déclaration acceptant les décrets du concile. La plupart obtempèrent. Certains refusent. Deux sont finalement excommuniés. Ils rejoindront l'Église vieille-catholique.

### Les droits de l'Église
Dans l'empire allemand, le Kulturkampf est de plus en plus envahissant et les droits de l'Église ne sont pas respectés. Melchers devient un champion de l'opposition religieuse à Bismarck. Il fait de la prison durant six mois (mars-octobre 1874). Par après, apprenant que des ordres avaient été donnés pour qu'il soit déporté, il part de lui-même en exil.
Il s'installe à Maastricht, aux Pays-Bas, d'où il continue à gouverner le diocèse de Cologne. Cela dure dix ans. Cependant craignant qu'une absence aussi prolongée ne fasse du tort à ses fidèles il offre sa démission au pape Léon XIII qui l'accepte à contrecœur, tout en l'appelant à Rome et le créant cardinal (27 juillet 1885).

### À Rome
En semi exil à Rome, Melchers réside au Collège germanique. Libre de responsabilités importantes il revient à son souhait de jeune prêtre et demande à être reçu dans la Compagnie de Jésus. Le supérieur général, Anton Anderledy y consent, mais Léon XIII ne donne pas son accord. Il le fait camerlingue du Sacré Collège en 1889.
Cependant, ayant accordé à son frère le cardinal Pecci la permission d'entrer (ou plutôt de "rentrer") dans la Compagnie, Léon XIII ne peut guère s'opposer plus longtemps au semblable désir de Melchers : il lui donne son accord en février 1890.
Melchers démissionne de son poste de camerlingue et entre dans la Compagnie de Jésus le 10 février 1892. Il fait sa profession religieuse In articulo mortis peu après, mais il se rétablit et vit encore trois ans au 'Collegio Germanico' de Rome où il meurt le 14 décembre 1895.
À la demande des fidèles catholiques de son diocèse son corps est rapatrié et inhumé dans la cathédrale de Cologne.